# Blick Art
Blick Art (vroeger Blick Art Creativ) is een promotiebedrijf uit de Duitse stad Wiesbaden, opgericht in 1995. Het bedrijf richt zich op een innovatieve wijze van reclame maken, waarbij zowel het idee, als de uitvoering door het bedrijf zelf wordt gedaan.

## Voorbeelden
Voor het bronwatermerk Gerolsteiner heeft het bedrijf in samenwerking met Fiat in 2003 zo'n 2000 Fiat Stilo modelauto's als promotiemateriaal voor tijdens de Tour de France gemaakt. Het ging om radiografisch bestuurbare wagens met een schaal van 1:12 en miniaturen met een schaal van 1:18. Daarnaast werden nog enkele miniaturen gemaakt van de Škoda Octavia Combi, Fiat Idea en Fiat Stilo Multiwagon, alle met Gerolsteiner-opdruk.
Ook heeft het bedrijf enkele gadgets voor het drankmerk Jägermeister ontworpen en geproduceerd.